# Instant Mom
Instant Mom ist eine US-amerikanische Sitcomserie, welche ab dem 29. September 2013 auf dem Abendblock Nick at Nite des Senders Nickelodeon ausgestrahlt wurde. Am 22. November 2013 wurde die Serie um eine zweite Staffel mit 20 Folgen verlängert.
Die deutsche Erstausstrahlung der Serie begann im Rahmen des Programmblocks nicknight am 10. Januar 2015.
Im Herbst 2015 endete die Serie nach drei Staffeln.

## Handlung
Als das Partygirl Stephanie Phillips den älteren alleinerziehenden Vater Charlie heiratet, muss es seinen Lebensstil radikal ändern. Denn Charlie bringt die drei Kinder Gabby, James und Aaron in die Ehe und Stephanie ist plötzlich Vollzeit-Stiefmutter. Mit der Hilfe ihrer Mutter Maggie lernt sie langsam ihren neuen Job zu managen.

## Besetzung und Synchronisation
Die Synchronisation auf Deutsch wird von der Deutschen Synchron Film GmbH in Berlin übernommen. Die Dialogregie führt Frank Turba.
| Rolle     | Darsteller           | Synchronsprecher       | Staffeln |
| --------- | -------------------- | ---------------------- | -------- |
| Stephanie | Tia Mowry-Hardrict   | Bianca Krahl           | 1 – 3    |
| Charlie   | Michael Boatman      | Matti Klemm            | 1 – 3    |
| Maggie    | Sheryl Lee Ralph     | Philine Peters-Arnolds | 1 – 3    |
| Gabby     | Sydney Park          | Jodie Blank            | 1 – 3    |
| James     | Tylen Jacob Williams | Leo Markmann           | 1 – 3    |
| Aaron     | Damarr Calhoun       | Carlos Fanselow        | 1 – 3    |

## Produktion
Am 3. April 2013 gab Nickelodeon offiziell die Produktion einer 13 Folgen umfassenden ersten Staffel der Sitcom Instant Mom für den Programmblock NickMom bekannt. Später wurde die erste Staffel auf insgesamt 26 Folgen aufgestockt. Die Folgen werden seit dem 29. September 2013 auf Nick at Nite ausgestrahlt und in derselben Nacht bei NickMom wiederholt. Am 22. November wurde die Serie um eine zweite Staffel mit 20 Episoden verlängert.
Noch vor Ausstrahlung der zweiten Staffel gab Nickelodeon im September 2014 grünes Licht für eine dritte Staffel mit abermals 20 Folgen.
Im Oktober 2015 gab Nickelodeon bekannt, dass die Serie nach der dritten Staffel eingestellt wird.

## Ausstrahlung
| Staffel | Episodenanzahl | Erstausstrahlung USA | Erstausstrahlung USA | Deutschsprachige Erstausstrahlung | Deutschsprachige Erstausstrahlung |
| Staffel | Episodenanzahl | Staffelpremiere      | Staffelfinale        | Staffelpremiere                   | Staffelfinale                     |
| ------- | -------------- | -------------------- | -------------------- | --------------------------------- | --------------------------------- |
| 1       | 23             | 29. September 2013   | 12. Juni 2014        | 10. Januar 2015                   | 26. Juli 2015                     |
| 2       | 16             | 2. Oktober 2014      | 3. Juni 2015         | 28. Juni 2015                     | 18. November 2015                 |
| 3       | 26             | 19. September 2015   | 19. Dezember 2015    | 20. November 2015                 | 15. September 2016                |